# Roukáni (Héraklion)
Roukáni, en grec moderne : Ρουκάνι, est un village du dème de Héraklion, dans le district régional de Héraklion, de la Crète, en Grèce. Selon le recensement de 2011, la population de Roukáni compte 136 habitants.
Le village est situé à une altitude de 410 m, au pied de la colline de Parathýri (472 m).

## Données historiques
Roukáni figure dans un document des archives ducales de Candie, datant de 1375 sous le nom de Rucani. Roukáni était l'un des villages de Crète qui a été acheté par le cardinal Bessarion de Trébizonde, en 1463. Dans le recensement de Castrofilaca, en 1583, il est mentionné comme Rucani avec 76 habitants. Il est également mentionné par Francesco Basilicata dans le recensement turc de 1671. Il n'est pas mentionné dans le recensement égyptien de 1834. Lors du recensement de 1881, il comptait 83 habitants turcs.

## Recensements de la population
| Recensements | 1900 | 1920 | 1928 | 1940 | 1951 | 1961 | 1971 | 1981 | 1991 | 2001 | 2011 |
| ------------ | ---- | ---- | ---- | ---- | ---- | ---- | ---- | ---- | ---- | ---- | ---- |
| Population   | 17   | 48   | 55   | 130  | 168  | 153  | 180  | 207  |      | 214  | 136  |